# .mf
.mf là tên miền quốc gia cấp cao nhất chưa được sử dụng, rất có thể được tạo ra dành cho Saint Martin, sau quyết định vào ngày 21 tháng 9 năm 2007 của Cơ quan Bảo trì ISO 3166 trong đó cấp phát mã MF làm mã ISO 3166-1 alpha-2 cho Saint Martin. Quyết định này là kết quả của việc Saint Martin trở thành lãnh thổ hải ngoại của Pháp từ ngày 15 tháng 7 năm 2007. Hiện nay Saint Martin đang dùng tên miền của Guadeloupe, .gp và của Pháp, .fr.